# ダト・クラマ駅
ダト・クラマ駅 （ダト・クラマえき、マレー語:Stesen Dato' Keramat） は、マレーシアのクアラルンプールにある、ラピドKL (RapidKL) クラナ・ジャヤ線 (Kelana Jaya Line)の駅である｡

## 歴史
- 1999年6月1日開業

## 駅構造
相対式ホーム2面2線をもつ高架駅である。

## 駅周辺
- Pasar Datuk Keramat (伝統的な食品市場)